# Liste der Monuments historiques in Le Raincy
Die Liste der Monuments historiques in Le Raincy führt die Monuments historiques in der französischen Gemeinde Le Raincy auf.

## Liste der Bauwerke
| Bezeichnung                                                    | Beschreibung | Standort | Kennzeichnung | Schutzstatus | Datum     | Bild           |
| -------------------------------------------------------------- | ------------ | --- | ------------- | ------------ | --------- | -------------- |
| Kirche Notre-Dame                                              |              | (Lage) | PA00079948    | Classé       | 1966      | weitere Bilder |
| Parc à l’anglaise du duc d’Orléans und Lycée Albert Schweitzer |              | 25 bis 31, allée de Gagny Allée de l’Église 5-7-18bis, boulevard du Nord 6, 11, allée Valère-Lefébvre 16, allée du Village (Lage) | PA00079949    | Inscrit      | 1982 2002 | weitere Bilder |

## Liste der Objekte
- Monuments historiques (Objekte) in Le Raincy in der Base Palissy des französischen Kultusministeriums